# Мартин Хайдегер
Ма̀ртин Ха̀йдегер (на немски: Martin Heidegger, [ˈmaʁtiːn ˈhaɪdɛɡɐ]) е германски философ, най-известен с приносите си към феноменологията, херменевтиката и екзистенциализма, един от най-значимите и влиятелни философи на XX век.
Във фундаменталния текст на Хайдегер „Битие и време“ (1927) се въвежда понятието Dasein за вида битие, което имат хората. Според него Dasein притежава „предонтологично“ и неабстрактно разбиране, което задава формата на живота му. Този вид битие той нарича „битие-в-света“. Dasein и „битие-в-света“ са унитарни концепции, в разрез с рационалистичната философия и нейния възглед за субект и обект, датиращ от времето поне на Рене Декарт. Хайдегер експлицитно отхвърля Декарт и използва анализа на Dasein като изходна точка към въпроса за смисъла на битието.
Хайдегер е член и поддръжник на Националсоциалистическата германска работническа партия, като връзките между философията му и нацистките му възгледи са предмет на продължаващи спорове.

## Биография

### Ранни години
Мартин Хайдегер е роден на 26 септември 1889 година в Мескирх, провинциално градче в Баден, в семейството на Йохана (по баща Кемпф) и Фридрих Хайдегер. Баща му е клисар на католическата църква, следваща насоките на Първия Ватикански събор от 1870 година и посещавана главно от по-бедните жители на Мескирх. Семейството му няма възможност да го изпрати в университет и той постъпва в йезуитска семинария, но няколко седмици по-късно се връща у дома, заради здравословното му състояние, като директорът и лекарят на семинарията говорят за психосоматичен сърдечен проблем. Той е дребен и жилав и обича да прекарва време на открито, като е особено добър скиор.
С финансова подкрепа от църквата Хайдегер все пак започва да следва теология във Фрайбургския университет,а по-късно се насочва към философията. През 1914 година защитава докторската си дисертация върху психологизма, повлияна от неотомизма и неокантианството. През 1916 година защитава хабилитационен труд върху възгледите за категориите и смисъла на Дънс Скот (по-късно е установено, че един от двата основни разглеждани текста всъщност е писан от Томас Ерфуртски) под ръководството на неокантианеца Хайнрих Рикерт, като текстът е повлиян от феноменологията на Едмунд Хусерл.
След хабилитацията си Мартин Хайдегер започва работа като приватдоцент във Фрайбургския университет. В началото на 1918 година е мобилизиран, а последните три месеца от Първата световна война служи в метеорологическа група на Западния фронт.

### Ранна академична кариера
По време на войната във Фрайбург е дошъл Едмунд Хусерл и след уволнението си Мартин Хайдегер работи в продължение на няколко години като негов асистент.
През 1923 година Хайдегер е назначен за извънреден професор по философия в Марбургския университет. Негови колеги там са Рудолф Бултман, Николай Хартман, Паул Тилих и Паул Наторп, а сред студентите му са Ханс-Георг Гадамер, Хана Аренд, Карл Льовит, Герхард Крюгер, Лео Щраус, Якоб Клайн.
В Марбург, изхождайки от работите на Аристотел, Хайдегер започна да развива в лекциите си основната тема на своята философия – въпросът за усещането за битие. Той разширява концепциите по въпроса, които намира при християнски мислители, като Павел от Тарс, Августин Блажени, Мартин Лутер и Сьорен Киркегор, поставяйки ги в измеренията на историята и конкретното съществуване. Влияние му оказват и възгледите на Вилхелм Дилтай, Едмунд Хусерл, Макс Шелер и Фридрих Ницше. През 1927 година публикува главния си труд „Битие и време“ („Sein und Zeit“).
След пенсионирането на Хусерл през 1928 година Мартин Хайдегер заема неговата катедра във Фрайбургския университет, въпреки предложената му редовна професура в Марбург. Той остава във Фрайбург до края на живота си, отхвърляйки други по-късни оферти, включително от Хумболтовия университет на Берлин. Сред студентите му там са Гюнтер Андерс, Ханс Йонас, Шарл Малик, Херберт Маркузе, Ернст Нолте, Карл Ранер, Еманюел Левинас, Ян Паточка.

### В Нацистка Германия
На 21 април 1933 година, малко след идването на власт на Националсоциалистическата германска работническа партия, Мартин Хайдегер е избран за ректор на Фрайбургския университет. На 1 май същата година той става партиен член и през следващите месеци е ентусиазиран поддръжник на партията. При речта си при заемането на ректорския пост на 27 май той изразява подкрепата си за една „Германска революция“, а в статии и речи поддържа и лично партийния лидер Адолф Хитлер. През ноември подписва, заедно с десетки други преподаватели, известната Клетва на германските професори пред Адолф Хитлер.
Връзката между философията на Хайдегер и политическата му принадлежност към нацизма е предмет на продължаващи спорове. Изглежда първоначално той се стреми да стане водещият философ на Националсоциалистическата партия, но силно абстрактния характер на работите му и съпротивата на дългогодишния партиен функционер Алфред Розенберг, който вижда себе си като философ и идеолог, ограничават неговата роля. С времето той е изолиран и режимът дори ограничава публикуването на негови трудове, но остава партиен член до самия край на Националсоциалистическата партия през 1945 година.
През април 1934 година Мартин Хайдегер се оттегля от ректорския пост във Фрайбургския университет, вероятно заради отегчението си от свързаната с него чисто административна работа. Между 1936 и 1940 година той изнася във Фрайбург поредица от лекции върху Фридрих Ницше, които представят голяма част от суровия материал, включен в неговите трудове от този период. В свое интервю за „Шпигел“ през 1966 година той казва за тях: „Всеки, който имаше уши да чуе, можеше да види в тези лекции... противопоставяне на националсоциализма.“ Други изследователи отхвърлят тази интерпретация на лекциите за Ницше, смятайки че и в този период Хайдегер поддържа режима.

### След Втората световна война
Заради връзките на Хайдегер с нацизма, след края на Втората световна война за кратко му е забранено публичното преподаване. Към средата на 50-те години той си отвоюва наново признание и до края на живота си е считан за един от значимите немски философи. Умира през 1976 г.

## Философия
Още докато е жив започва издаване на пълните му събрани съчинения, като по план то заема 102 тома, включващи лекции, семинари и бележки.
Повлиян от Фридрих Ницше, Франц Брентано и Едмунд Хусерл, Хайдегер разработва самостоятелно учение – „фундаментална онтология“ – в основното си произведение „Битие и време“. По своята същност философията му е културна критика. Поставя въпроса за смисъла на битието, забравен от дотогавашната метафизика и философия. В екзистенциалната аналитика разгръща начините на разбиращото човешко присъствие (Dasein) чрез т. нар. екзистенциалии. Противопоставя метафизика на философия и търси отговор на философските въпроси чрез вслушване в езика, „дом на битието“.
Необичайният му език, преоформянето на старите философски питания с буквализация на тълкуването им в древногръцката философия и прякото им отнасяне към съвременността с критика на техниката от позицията на поетичното съществуване го правят един от най-влиятелните философи на 20 век.

### Влияние от Киркегор
Хайдегер е повлиян още от Сьорен Киркегор. Концептът на Хайдегер за безпокойството (Angst) и моралността идва от Киркегор и е задължен на начина, по която последният полага важността на субективната връзка с истината, екзистенцията пред лицето на смъртта, темпоралността на съществуването и важността на страстното съществуване на индивида като битие-в-света. Въпреки всичко важно е да се отбележи разликата между датския философ, чиято мисъл е едновременно индивидуалистка и християнска, и Хайдегер, от друга страна, който разбирал човешката екзистенция като радикално социална и остро разграничавал философията сама по себе си от всички лични, научни и религиозни обвързаности.
Съвременните хайдегерианци смятат Киркегор за философа, най-съществено допринесъл за екзистенциалисткото разбиране на Хайдегер. И макар Хайдегер да е положил доста усилия да посочи техническите различия между неговата собствена философия и традиционните дефиниции на екзистенциализма, той все пак е смятан от екзистенциалистите за един от най-важните екзистенциални философи, наравно с Киркегор, Ницше, Ясперс и Сартр.

### Хьолдерлин и Ницше
Фридрих Хьордерлин и Фридрих Ницше са 2 особено съществени фигури, като влияния върху философията на Хайдегер, и много от неговите лекции са посветени на тях, особено в периода между 1930 и 1940 г. Лекциите върху Ницше са фокусирани около фрагменти, които биват публикувани след смъртта му под заглавието „Воля за власт“, много повече, отколкото публикуваните от самия Ницше книги. Хайдегер чете „Воля за власт“ като кулминативен израз на западната метафизика и лекциите са един вид диалог между двамата философи.
Такъв е също и случая с лекционните курсове, посветени на поезията на Фридрих Хьолдерлин, който става нарастващо централен фокус в работата и мисленето на Хайдегер. Много от текстовете на Хайдегер от 1930 г. нататък включват размишления върху пасажи от поезията на Хьолдерлин, и някои от лекциите му са дори посветени на четенето на само една негова поема, например химна на Истър.

### „Битие и време“
„Битие и време“ („Sein und Zeit“) е публикувана през 1927 г. Тя е смятана от мнозина за най-важната от книгите на Хайдегер. Тази епохална книга е неговият първи значим академичен труд и му спечелва професура в Университета във Фрайбург. В нея се разглеждат въпросите на битието само по себе си, отделно от конкретните и различни битиета. Той пита също битието за кого е битие и нарича това битие Dasein. Книгата постига своето изследване през теми като моралността, безпокойството, темпоралността и историчността. Първоначалната идея на Хайдегер е да напише втора част на книгата, състояща се в „деструкция“ („Destruktion“) на история на философията, тоест в трансформация на философията чрез ретранслиране на нейната история, но той никога не успява да изпълни този проект.
„Битие и време“ повлиява много автори, включително екзистенциалистките мислители като Жан-Пол Сартр, макар че самият Хайдегер се дистанцира от екзистенциалистите.

### Влияние върху други философи
Различни теми от работите на Хайдегер развиват до нивото на самостоятелни учения Жан-Пол Сартр (екзистенциализъм), Хана Аренд, Ханс-Георг Гадамер (херменевтика), Жак Дерида (деконструкция), Карл Льовит, Херберт Маркузе, Ханс Йонас и др.

## Хайдегер и нацизмът
На 21 април 1933 г. Хайдегер е избран за ректор на Университета във Фрайбург, а на 1 май 1933 става член на НСДАП.
На 23 април 1934 г. се отказва от ректорството, като подава оставка, която е приета на 27 април. Остава обаче член на факултета, а също и на Нацистката партия до края на войната.
Докато е ректор, Хайдегер се придържа към официалната антисемитска политика: отказва да назначи двама евреи, маха надслова на книгата си, която е била посветена на учителя му, Хусерл, евреин; охладнява в личните си отношения и с Карл Ясперс, чиято жена е еврейка. Въпреки това той поддържа дългогодишна връзка със своята докторантка Хана Аренд, която също е еврейка, и не участва в никакви нацистки прояви, горене на книги и пр. От 1934 г. до края на войната Хайдегер не се занимава с политика.
Обвързването му с националсоциализма води след войната до неговата денацификация и забрана да преподава. Решително влияние изиграва рецензията на философските му възгледи, направена от предишния му приятел философа Ясперс за комисията по денацификация. В нея Хайдегеровата философия се преценява като опасна и двусмислена в политическо отношение. Към средата на 50-те години международната слава на Хайдегер започва да се възстановява и, без той да е признал каквато и да е грешка, отново е признат за значим философ.
Множество подробности за неговото поведение по времето на нацизма стават известни едва след смъртта му, като изяснява, че често пъти той е премълчавал и преиначавал фактите. Оттогава тече дебат дали и доколко неговата философия е обвързана с нацистката идеология, въпрос, по който мненията остават разделени.